# تلاف دركليه

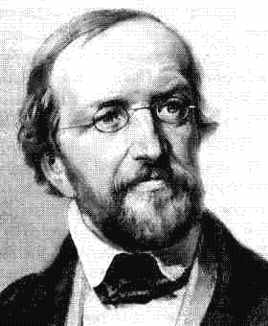

في الرياضيات، التواء دركليه عملية ثنائية معرفة للدوال الحسابية، ذات أهمية في نظرية الأعداد. سميت لمطورها يوهان بيتر غوستاف لوجون دركليه عالم الرياضيات الألماني.

## التعريف
إذا كان (ƒ) و(g) دالتين حسابيتين - أي دالتين من الأعداد الطبيعية إلى الأعداد المركبة - يمكن تعريف دالة حسابية جديدة (ƒ * g) تسمى التفاف دركليه لـ(ƒ) و(g) كالآتي:
{\displaystyle {\begin{aligned}(f*g)(n)&=\sum _{d\,\mid \,n}f(d)g\left({\frac {n}{d}}\right)\\&=\sum _{ab\,=\,n}f(a)g(b)\end{aligned}}}
حيث يمتد المجموع على كل القواسم الموجبة (d) لـ(n)، أو بالتكافؤ يمتد على كل زوج (a) و(b) من الأعداد الطبيعية جداءها (n).

## الخواص
تشكل مجموعةُ الدوال الحسابية حلقة تبديلية تسمى  «حلقة دركليه» تحت عمليتي الجمع نقطة بنقطة - بمعنى أن (ƒ + g) تعرف بأنها تتبع أمرين:
- (ƒ + g)(n)= ƒ(n) + g(n)
- التفاف دركليه.

والدالة المحايدة الجدائية (ε) تعرف كالآتي:
- ε(n) = 1 لو n = 1
- ε(n) = 1 لو n > 1

والواحدات (أو العناصر العكوسة) لهذه الحلقة هي الدوال (ƒ) التي تلتزم بالآتي (ƒ(1) ≠ 0).
وبالتحديد، لالتفاف دركليه الخواص الآتية:
- التجميعية

(ƒ * g) * h = ƒ * (g * h)
- والتوزيعية عند الجمع

ƒ * (g + h) = ƒ * g + ƒ * h = (g + h) * ƒ
- التبديلية

ƒ * g = g * ƒ
- وجود عنصر محايد

ƒ * ε = ε * ƒ = ƒ
إضافة لذلك، لكل (ƒ) خاضع للآتي (ƒ(1) ≠ 0) يوجد (g) بحيث ƒ * g = ε ويسمى  «محايد الدركليه (ƒ)»
وتطبيق التفاف دركليه على دالتين جدائيتين ينتج دالة جدائية ثالثة، ولكل دالة جدائية محايد دركليه جدائي أيضا.
وإذا كانت (ƒ) دالة جدائية تماما يكون (ƒ (g*h) = (ƒ g)*(ƒ h)) حيث يمثل التصاق حرفين جداء نقطة بنقطة. والتفاف دالتين جدائيتين تماما ينتج دالة جدائية بالتأكيد الضمني [الإنجليزية] لكن لا تكون بالضرورة جدائية تماما.

## متسلسلة دركليه
إذا كان (ƒ) دالة حسابية، ممكن تعريف دالة توليد متسلسلة دركليه لها بالآتي
{\displaystyle DG(f;s)=\sum _{n=1}^{\infty }{\frac {f(n)}{n^{s}}}}
لكل عمدة مركب (s) تتقارب له المتسلسلة (إذا وجد). ويكون جداء متسلسلات دركليه منسجما [الإنجليزية] مع التفاف دركليه بالمعنى الآتي:
{\displaystyle DG(f;s)DG(g;s)=DG(f*g;s)\,}
لكل (s) تتقارب له كلتا المتسلسلتان على يسار المعادلة، ويجب أن تحقق إحداهم التقارب المطلق. ويجب الانتبه إلى أن تقارب متسلسلتا اليسار لا يمكن الاستنتاج منه أي تقارب في يمين المعادلة. والمذكور شبيه بمبرهنة الالتفاف إذا نظرنا لمتسلسلة دركليه أنها تحويل فورييه.

## مفاهيم ذات علاقة
يؤدي تقييد قواسم الالتفاف لتحتصر على القواسم الوحدوية [الإنجليزية] أو الثاني وحدوية [الإنجليزية] أو اللانهائية [الإنجليزية] فحسب إلى عمليات تبديلية مشابهة لها الكثير من السمات المشتركة مع التفاف دركليه (مثل وجود عاكس موبيوس [الإنجليزية] ومداومة [الإنجليزية] الجداء، وتعريف مؤشرات أويلر، وصيغات جدائية من نوعية أويلر على الأعداد الأولية المرتبطة، إلخ).